# Parroquia Libertad
Libertad es una de las parroquias que forman el Municipio Lagunillas, en el estado Zulia Venezuela. Limita con el Municipio Simón Bolívar al norte , al sur con la Parroquia Paraute , al Oeste con el Lago de Maracaibo y al Este la Parroquia Eleazar López Contreras

## Sectores y Barrios
- Barrio Libertad
- Barrio Rafael María Baralt
- Barrio Simón Bolívar 1 y 2
- Urbanización Nueva Venezuela
- Urbanización el Pedregal
- Sector La L
- Urbanización Tamare
- Barrio el Porvenir

## Política y Gobierno del Municipio Lagunillas
● Mervin Méndez (Copei) Periodo (1989-1993) 
● Mervin Méndez (Copei) Reelecto Periodo (1993-1996)
● Albénis Arrieta (Copei) Periodo (1996-1999) 
● Mervin Méndez (Copei) Periodo (2000-2004) 
● Mervin Méndez (Copei) Reelecto Periodo (2004-2008) 
● Eduin Pirela (Copei) Periodo (2008-2012) (Fallece durante su mandato) , (Se postergan 1 año las elecciones municipales por la muerte de Hugo Chávez, presidente de Venezuela en esa época )
● Francisco Alvarado (Podemos) 
Periodo (2012-2013) (Culmina el mando de Eduin Pirela)
● Mervin Méndez (Copei) Periodo (2013-2017) 
● Leónidas González (PSUV) Periodo (2017-2021) 
● José Mosquera (MUD) Periodo (2021-Actualidad)

## Ubicación
Se encuentra entre el municipio Simón Bolívar al norte (Río Tamare), la parroquia Eleazar López Contreras al este (carretera Lara - Zulia), la parroquia Paraute al sur (carretera L) y el lago de Maracaibo al oeste.

## Zona residencial
Se encuentra ocupada por la población de Tamare, Sectores como Maria Auxiliadora, La L, Primavera I y II, 1.° de Mayo, 19 de Abril, Urbanizaciones como la Nueva Venezuela y Barrios como el Nuevo Porvenir, áreas rurales - industriales compuesta por pozos petrolíferos. Considerando que en Tamare se encuentra la sede de la mayoría de las empresas contratistas petroleras que operan en el Zulia, al igual a sectores aledaños al mismo; la localidad posee a su vez muelles industriales. 

## Geografía
El clima es de bosque tropical seco, el relieve es plano y la mayor parte de la parroquia (la parte urbana) se encuentra bajo el nivel del mar.